# Araǰin Xowmb 1997
L'Araǰin Xowmb 1997 è stata la 7ª edizione della seconda serie del campionato armeno di calcio.

## Stagione

### Novità
Al termine della passata stagione, sono state promosse in Bardsragujn chumb Dvin Artashat e Lori. Sono invece retrocesse dalla Bardsragujn chumb BKMA Erevan, Zangezour e Arabkir Erevan. Tutte e tre le formazioni si sono poi sciolte e non hanno preso parte a questa edizione del torneo. 
Aznavour Noyemberyan, Kumayri, Armavir, Sapfir, e Kayen Ijevan non hanno preso parte al campionato.
Quattro nuove squadre si sono iscritte al torneo: Karabakh 2, Širak 2, Spitak e Zvart'noc'.

### Formula
Le nove squadre partecipanti si affrontano due volte, per un totale di sedici partite, più due turni di riposo. La squadra vincitrice, viene promossa in Bardsragujn chumb 1998. La seconda classificata uno spareggio promozione-retrocessione contro la penultima classificata della Bardsragujn chumb 1997.

## Classifica
|  | Pos. | Squadra          | Pt | G  | V  | N | P  | GF | GS | DR  |
|  | ---- | ---------------- | -- | -- | -- | - | -- | -- | -- | --- |
|  | 1.   | Širak 2          | 41 | 16 | 13 | 2 | 1  | 46 | 17 | +29 |
|  | 2.   | Spitak           | 40 | 16 | 13 | 1 | 2  | 38 | 14 | +24 |
|  | 3.   | Lernagorts Kapan | 37 | 16 | 12 | 1 | 3  | 63 | 18 | +45 |
|  | 4.   | Nairi Erevan     | 28 | 16 | 9  | 1 | 6  | 38 | 16 | +2  |
|  | 5.   | Dinamo Erevan    | 14 | 16 | 4  | 2 | 10 | 18 | 47 | -29 |
|  | 6.   | Karabakh 2       | 13 | 16 | 4  | 1 | 11 | 21 | 39 | -18 |
|  | 7.   | Arai             | 13 | 16 | 4  | 1 | 11 | 25 | 45 | -20 |
|  | 8.   | Aragats Ashtarak | 12 | 16 | 3  | 3 | 10 | 16 | 36 | -20 |
|  | 9.   | Zvart'noc'       | 8  | 16 | 3  | 2 | 11 | 12 | 43 | -31 |

Legenda:
      Promossa in Bardsragujn chumb 1998
 Ammessa allo spareggio promozione-retrocessione
Note:
Tre punti a vittoria, uno a pareggio, zero a sconfitta.

## Spareggio promozione/retrocessione
|               | Risultati |        | Luogo e data              |
| ------------- | --------- | ------ | ------------------------- |
| Dvin Artashat | 3 - 1     | Spitak | Abovyan, 20 novembre 1997 |